# Mã Long (nhà Tấn)
Mã Long (chữ Hán: 马隆, ? - ?), tên tự là Hiếu Hưng, người huyện Bình Lục, quận Đông Bình, là tướng lĩnh đầu đời Tây Tấn trong lịch sử Trung Quốc.

## Khởi nghiệp
Mã Long từ nhỏ có trí dũng, ham muốn lập công danh. Năm 251, thứ sử Duyện Châu Lệnh Hồ Ngu nhà Tào Ngụy đã chết vẫn bị quyền thần Tư Mã Ý đào mộ làm tội, cả châu không ai dám nhặt thây. Mã Long đang làm Vũ lại, nói dối là môn khách của Ngu, dùng tài sản riêng để chôn cất. Sau đó ông giữ tang 3 năm, bên mộ trồng tùng bách, trọn lễ mới về, được người trong châu khen ngợi.
Mã Long được thự chức Vũ Mãnh tùng sự. Trong niên hiệu Thái Thủy (266 – 274), Tấn Vũ Đế (thay ngôi nhà Ngụy) chuẩn bị đánh Đông Ngô, hạ chiếu tuyển chọn nhân tài trí dũng, vì thế Duyện Châu tiến cử Long có tài làm tướng. Long dần thăng đến Tư mã đốc.

## Bình định Hà Tây
Từ trước, Lương Châu thứ sử Dương Hân mất lòng người Khương, Long nhận xét ông ta ắt bại. Ít lâu sau Hân bị nghĩa quân giết chết, vùng Hà Tây bị cắt đứt liên hệ với triều đình, Tấn Vũ đế lo lắng mặt tây, cả triều không ai dám đi dẹp, Mã Long bước ra nhận nhiệm vụ, xin được mộ 3000 dũng sĩ cùng đi. Vua Tấn đồng ý, lấy Long làm thái thú Vũ Uy, công khanh đều can rằng Mã Long chỉ là tiểu tướng không nên giao trọng trách, nhưng Vũ Đế không nghe.
Long tuyển những người kéo được nỏ nặng 36 quân, cung nặng 4 quân; từ sớm đến trưa, chọn lấy 3500 người. Long xin tự đến Vũ Khố chọn quân cụ, rồi cùng Vũ Khố lệnh tranh cãi kịch liệt. Ngự sử trung thừa đàn hặc Long, ông nói: "Thần sẵn sàng bỏ mạng nơi chiến trường, để báo ơn đã thụ, Vũ Khố lệnh lại đem quân cụ hư hỏng thời Ngụy cấp cho, không thể dùng nữa, chẳng hợp với ý bệ hạ khiến thần diệt giặc vậy!" Đế nghe theo, còn cấp cho ông 3 năm quân tư.
Long vượt sông Ôn tây tiến, nghĩa quân của bọn thủ lĩnh Thốc Phát Thụ Cơ Năng có đến hàng vạn, vừa dựa vào địa hình hiểm trở ngăn trước mặt, vừa đặt mai phục chẹn phía sau. Long dựa theo Bát trận đồ, làm ra xe "thiên tương" , nơi đất rộng thì kết doanh bằng xe sừng hươu , nơi đường hẹp thì đặt mái gỗ trên nóc xe; vừa đi vừa đánh, cung giương tên đặt, buông dây lập tức có kẻ địch ngã nhào. Long lại nảy ra mưu lạ, nhân lúc nghĩa quân không đề phòng, rải nam châm ở bên đường, nghĩa quân mặc giáp sắt, đi lại khó khăn, quan quân đều mặt giáp da tê, không trở ngại gì. Đôi bên giao chiến suốt quãng đường cả ngàn dặm, nghĩa quân tử thương vài ngàn người.
Từ khi Long tiến vào Hà Tây, tin tức đứt đoạn, triều đình lo lắng, cho rằng ông đã thua mất. Sau đó Long sai sứ đến trong đêm, Vũ đế vỗ tay cả cười. Đến buổi chầu, đế nói với quần thần rằng: "Nếu theo lời các khanh, thì chẳng còn Tần, Lương nữa!" rồi hạ chiếu cho Long làm Giả tiết, Tuyên uy tướng quân, gia Xích tràng (cờ), Khúc cái (lọng), Cổ xuy (nhạc khí). Long đến Vũ Uy, các thủ lĩnh Thốt Bạt Hàn, Thả Vạn Năng soái hơn vạn hộ đến quy hàng, trước sau những người bị giết và chịu hàng phục kể đến hàng vạn. Long tiếp tục soái những người không tham gia khởi nghĩa là bọn thủ lĩnh Một Cốt Năng, giao chiến với Thốc Phát Thụ Cơ Năng, chém được ông ta, bình xong Lương Châu.
Triều đình bàn việc thưởng công cho tướng sĩ của Long, hữu tư cho rằng họ trước khi lên đường đã được ban chức tước, nay không cần ban thêm nữa. Vệ tướng quân Dương Diêu phản bác, cho rằng một chút chức tước ban đầu là để dẫn dụ tướng sĩ của Long tòng quân, sau khi lập công nhất định phải ban thưởng, còn là để giữ chữ tín cho triều đình. Tấn Vũ Đế theo lời Diêu, ban thưởng theo công trạng của tướng sĩ.

## An định Lũng Hữu
Đầu niên hiệu Thái Khang (280 - 289), triều đình cho rằng quận Tây Bình hoang tàn, cần được chấn hưng, lấy Long làm Bình Lỗ hộ quân, thái thú Tây Bình, cho nắm quân bản bộ, lại cấp cho nha môn một cánh quân, sai đồn trú Tây Bình. Khi người tộc Thành Hề nhiều lần xâm phạm biên thùy, Long đến, soái quân trấn áp, họ dựa vào địa hình hiểm trở chống lại. Long lệnh cho binh sĩ đều mang theo nông cụ, ra vẻ sắp làm ruộng, người Thành Hề ngỡ quan quân không muốn đánh dẹp nữa, buông lỏng phòng bị. Long thừa cơ tấn công, phá được. Trong suốt thời gian Long nắm quyền, các dân tộc thiểu số không dám xâm phạm.
Năm 290, Long được phong Phụng Cao huyện hầu, gia thụ Đông Khương hiệu úy. Khi ấy người Phùng Dực là Lược Dương thái thú Nghiêm Thư có quan hệ thông gia với ngoại thích Dương Tuấn, ngầm tính kế thay chức của Long, chê bai ông tuổi cao lú lẫn, không nên cho ông tiếp tục cầm quân; vì thế triều đình gọi Long về, lấy Thư thay chức của ông. Gặp lúc các tộc Đê, Khương tập hợp lực lượng, trăm họ kinh hãi, triều đình sợ vùng Quan Lũng nhiễu loạn lần nữa, sai Long nhận lại chức. Sau đó Long mất khi đang ở chức, không rõ khi nào.
Mã Long hoạt động trong gần 40 năm từ thời Tam Quốc đến thời Tấn. Con ông là Mã Hàm được kế tự, cũng có tiếng kiêu dũng. Trong loạn Bát vương, Hàm được làm Ưng Dương tướng quân, theo Thành Đô vương Tư Mã Dĩnh tấn công Trường Sa vương Tư Mã Nghệ, bị bộ tướng của Nghệ là Vương Hô đánh bại và giết chết.